# Pod Homôľkou
Pod Homôľkou je přírodní rezervace v katastrálním území obce Dolná Poruba v okrese Trenčín v Trenčínském kraji. Území bylo vyhlášeno v roce 1988 a jeho rozloha je 7,61 hektaru. Předmětem ochrany je soubor chráněných a ohrožených druhů rostlin lučních ekosystémů ve Strážovských vrších. Významná je populace upolínu nejvyššího (Trollius altissimus).